# 愛しのチロ
愛しのチロとは、荒木経惟撮影による写真集。
彼の飼い猫であるチロを撮った写真集。
1990年2月、平凡社から刊行された。
2002年、ライブラリー版として再刊された。
『センチメンタルな旅 冬の旅』（新潮社）と並んで荒木を代表する写真集であり、ともに写真集としては異例のロングセラーである。
彼の妻、陽子はこの写真集の刊行を楽しみにしていたが、子宮肉腫のため1990年1月他界する。彼女の棺桶にはこの写真集が入れられた。（「センチメンタルな旅 冬の旅」参照）
モデルをつとめたチロは2010年3月2日他界。22歳、人間に例えると104歳という大往生であった。荒木は「あんなにオレを愛してくれた女はいない」と語り、荼毘に付したチロの骨を写真に納めたという。
2010年、河出書房新社から『チロ愛死』発売。